# Thomas Anders
Thomas Anders (nume la naștere Bernd Weidung; n. 1 martie 1963, Münstermaifeld, Germania de Vest) este un cântăreț, compozitor și producător german. Între 1984-1987 și 1998-2003 a făcut parte din duo-ul Modern Talking ca solist.

## Biografie

### Perioada 1984 - 1987
În 1982, Dieter Bohlen, autor, compozitor, producător și Thomas Anders (cu numele adevărat Bernd Weidung), interpret, se întâlnesc pentru prima dată. Bohlen compune câteva piese muzicale spre a fi interpretate de Anders, dar care nu vor avea succes. În 1984 cei doi se decid să formeze Modern Talking și lansează cântecul You're My Heart, You're My Soul care va deveni în scurt timp foarte popular, fiind unul din hiturile anului 1985.
Thomas Anders a concertat în România pe 10 decembrie 2010.

## Discografie

### Albume
- 1989 : Different
- 1991 : Whispers
- 1992 : Down on sunset
- 1993 : When I will see you again
- 1994 : Barcos de cristal
- 1995 : Souled
- 1997 : Live concert
- 2004 : This time
- 2006 : Songs forever
- 2010 : Strong
- 2011 : Anders/Fahrenkrog

### Single-uri
- 1980 Judy (CBS)
- 1980 Du weinst um ihn (CBS)
- 1981 Es war die Nacht der ersten Liebe (CBS)
- 1982 Ich will nicht dein Leben (Hansa Records)
- 1983 Was macht das schon (Hansa Records)
- 1983 Wovon träumst du denn (Hansa Records)
- 1983 Heißkalter Engel (Hansa Records)
- 1984 Endstation Sehnsucht (Hansa Records)
- 1984 Es geht mir gut heut' Nacht (Hansa Records)
- 1989 Love Of My Own (Teldec)(#24 l'Allemagne)
- 1989 One Thing (Teldec)
- 1989 Soldier (Teldec)
- 1991 The Sweet Hello, The Sad Goodbye (East West Records)
- 1991 Can't Give You Anything (But My Love) (East West Records)(#73 l'Allemagne)
- 1991 Can't Give You Anything But My Love remix(East West Records)
- 1991 True Love (East West)
- 1992 How Deep Is Your Love (Polydor)(#71 l'Allemagne)
- 1992 Standing Alone (Polydor)(#72 l'Allemagne)
- 1993 When Will I See You Again (Polydor)(#37 l'Allemagne)
- 1993 I'll Love You Forever (Polydor)(#79 l'Allemagne)
- 1993 I'll Love You Forever - Remix (Polydor)
- 1994 The Love In Me (Polydor)
- 1994 The Love In Me - The Remixes (Polydor)
- 1994 Road To Higher Love (Polydor)
- 1995 Never Knew Love Like This Before (Polydor)
- 1995 A Little Bit Of Lovin (Polydor)
- 1995 Never Knew Love Like This Before - Remixes (Polydor)
- 2003 Independent Girl (BMG) (#17 l'Allemagne)
- 2004 King Of Love (BMG)(#37 l'Allemagne)
- 2004 Tonight Is The Night(#60 l'Allemagne)
- 2004 Just Dream (BMG)(# 64 l'Allemagne)
- 2006 A Very Special Feeling
- 2008 Ibiza Baba Baya feat Sound Chateau et For You
- 2008 Kisses For Christmas
- 2009 The Night Is Still Young feat Sandra (#46 l'Allemagne)
- 2010 Why Do You Cry (#21 en Russie - Airplay charts)
- 2010 Stay With Me
- 2010 The Christmas Song
- 2011 Gigolo feat Fahrenkrog
- 2011 No more tears on the dancefloor feat Fahrenkrog
- 2012  No Ordinary Love feat Kamaliya
- 2013 We Are One feat Omid

1. ↑   https://www.news.de/promis/855724696/thomas-anders-privat-mit-frau-claudia-hess-verheiratet-sohn-kinder-ex-frau-nora-balling-familie-modern-talking-saenger-heute/1/ Lipsește sau este vid: |title= (ajutor)